# 卡爾·約翰尼斯·托馬
卡爾·約翰尼斯·托馬（德語：Carl Johannes Thomae，1840年12月11日—1921年4月1日）是一名德國數學家。

## 生平
托馬是卡爾·奧古斯特·托馬（Karl August Thomae）和埃米莉·古茨穆特斯（Emilie Gutsmuths）的兒子。他在溫斯特魯特河畔勞哈長大，1864年在恩斯特·舍林的指導下獲得哥廷根大學博士學位。1866年，托馬獲得哥廷根大學的實習資格，一年後又獲得耶拿大學的實習資格。1874年，托馬與安娜·烏德（Anna Uhde）在其家鄉溫斯特魯特河畔勞哈附近的巴爾格施泰特結婚。一年後，他們的兒子沃爾特·托馬（Walter Thomae）於1875年11月5日出生，但托馬的妻子在產後5天就去世了。
1879年，托馬成為耶拿大學教授。1892年，他與第二任妻子索菲·普羅佩爾（Sophie Pröpper）在耶拿結婚。一年後，女兒蘇珊娜·托馬（Susanne Thomae）出生。1914年，時任耶拿大學哲學系系主任的托馬退休。1921年，他因病在耶拿去世。
托馬的研究涉及函數論和德語數學家常說的ε-鄰域（Epsilontik），即以卡爾·魏爾施特拉斯的風格利用ε-鄰域精確發展 分析、微分幾何和拓樸學。托馬函數、托馬變換公式（又稱托馬變換和托馬定理）、超橢圓曲線的托馬公式和西爾斯-托馬變換公式都以他的名字命名。他自稱是伯恩哈德·黎曼的學生，儘管他從未聽過黎曼的講座。

## 著作
- Thomae, Carl Johannes, , Journal für die reine und angewandte Mathematik, 1870, 71: 201–222  [2023-10-21], （原始内容存档于2022-03-26）
- Elementare Theorie der analytischen Funktionen einer komplexen Veränderlichen. Nebert, Halle (Saale) 1880.

## 外部連結
- Leben und Werke von Carl Johannes Thomae （页面存档备份，存于）
- Thomae im Catalogus Professorum Halensis （页面存档备份，存于）
- 約翰·J·奧康納; 埃德蒙·F·羅伯遜, ,  （英语）
- 卡爾·約翰尼斯·托馬在數學譜系計畫的資料。
- 互联网档案馆中卡爾·約翰尼斯·托馬的作品或与之相关的作品